# Valentino Gallo
Valentino Gallo (Siracusa, 17 luglio 1985) è un pallanuotista italiano, attaccante del Nuoto Catania.

## Carriera
Nasce pallanuotisticamente nell'Ortigia Siracusa dove dopo tutta la trafila delle giovanili riesce ad esordire all'età di 14 anni nel campionato nazionale di serie A2 grazie al mister Bruno Cufino che ritaglia uno spazio in squadra per Valentino. Con l'arrivo di Pino Porzio sulla panchina dell'Ortigia Gallo guadagna ancora più spazio rendendosi protagonista della serie A1 con 65 goal e arrivando così terzo nella classifica cannonieri dietro solo a due fuoriclasse come Sapic e Benedek.
Nella stagione 2004-05 sbarca a Napoli fortemente voluto dal circolo di Mergellina, qui Valentino inizia a maturare esperienza anche in campo internazionale e a fine anno riesce pure a conquistare l'Eurolega nella finale di Napoli nel 2005, ma purtroppo per lui non riesce a conquistare la finale scudetto perdendo alla quinta partita dalla Rari Nantes Savona. Nel 2005-06 riesce a vincere la Super Coppa Europea proprio contro la Rari Nantes Savona però perde nuovamente lo scudetto nella finale contro la Pro Recco.
Nel 2006-07 dopo una stagione di alto livello il Posillipo gioca nuovamente la finale contro la Pro Recco però viene nuovamente battuto nella serie per 3-1 perdendo così lo scudetto. Nella stagione 2007-08 gioca con continuità, ma per il Posillipo non è un anno fortunato per via dei numerosi infortuni e quindi la squadra viene eliminata dal Brescia in semifinale e si classifica al secondo posto in Coppa Italia, anche se per Valentino sarà un anno da ricordare visto che durante l'estate dopo gli Europei di Malaga, sarà convocato anche per le Olimpiadi di Pechino. Nella stagione 2008-09 Valentino e e il Posillipo raggiungono nuovamente la finale scudetto proprio contro la bestia nera della Pro Recco e anche questa volta escono battuti nella serie per 3-0 vedendo così sfumare il sogno scudetto. Negli ultimi anni, diventato un punto fermo della formazione napoletana con più di 500 presenze, arrivando nella stagione 2012 ad essere il capitano della formazione del Posillipo.
Nella stagione 2014-15 guida il suo Posillipo fino alla vittoria dell'Euro Cup davanti a 6000 spettatori nella finale tutta napoletana contro i cugini dell'Acquachiara, riuscendo così ad alzare il suo primo trofeo da capitano con il circolo di Mergellina. 
Nella stagione 2016-17 Valentino lascia il Circolo Nautico Posillipo per passare alla formazione della BPM Sport Management dove alla prima stagione centra un 4º posto finale nel campionato Italiano e la Semifinale europea di Coppa Len.
Nella stagione 2017-18 resta alla BPM Sport Management dove raggiunge la finale di Coppa Len  e viene anche in questa formazione eletto capitano. Nel 2018/19 con il Brescia è vice campione d'Italia e si classifica al secondo posto in Coppa Italia. Nel corso degli anni ha partecipato con diverse squadre al campionato estivo di Malta. Nel 2025 si trasferisce al Nuoto Catania.
Con la Nazionale dal 2008 è sempre stabilmente in formazione partecipando a molte competizioni internazionali e vincendo nel 2010 l'argento agli europei di Zagabria, nel 2011 i Mondiali di Shanghai, nel 2012 l'argento olimpico a Londra e nel 2016 il bronzo alle olimpiadi di Rio de Janeiro.

## Palmarès

### Club
- Eurolega: 1

Posillipo: 2004-05
- Coppe LEN: 1

Posillipo: 2014-15
- Supercoppa LEN: 1

Posillipo: 2005

### Nazionale
- Olimpiadi

Rio 2016: 
- Olimpiadi

Londra 2012: 
- Mondiali

Shanghai 2011: 
- Europei

Zagabria 2010: 
Budapest 2014: 
- Universiadi

Bangkok 2007: 
- Giochi del Mediterraneo

Pescara 2009: 
- World League

Firenze 2011: 
Almaty 2012: 
Ruza 2017: 